# Q na druhou
Q na druhou (v anglickém originále Q-Squared) je název knihy, jejímž autorem je Peter David a náleží literatuře žánru science-fiction z fiktivního světa Star Trek. Svými postavami i dějem náleží k televiznímu seriálu Star Trek: Nová generace. Originál knihy, z něhož byl pořízen český překlad, má anglický název Q-SQUARED a pochází z roku 1994. Není zařazena do kánonu Star Treku a nepatří do tzv. číslované řady.

## Obsah
Místem děje všech příběhů Nové generace je kosmická loď Enterprise cestující vesmírem v 24. století. Na její palubě žije tisíc lidí. Kapitánem lodi je Jean-Luc Picard, pomáhají mu na velitelském můstku první důstojník William Riker, android Dat, lodní poradkyně Deanna Troi, slepý poručík šéfinženýr Geordi La Forge a šéf bezpečnosti Worf z Klingonu.
Hlavní postavou je v příběhu všemocná bytost Trelane z civilizace Q – Kontinua. Před mnoha lety byla známa jako Zeman z Gothosu, ovšem od té doby získala obrovské schopnosti a zastínila i zdánlivě všemocného Q. V příběhu dokonce svého patrona Q, který má dohlížet na jeho vývoj, téměř zlikviduje. A také začne přetvářet tři alternativní vesmíry, tedy i osudy Enterprise, v závěru děje se pak stejné osoby rozdílných vesmírů začnou zjevovat na palubě lodi a dochází k rostoucí řadě konfliktů, úmrtí. Zabíjejí se navzájem nic nechápající Rikerové, Picardové, blíží se zánik celé lodě i známého vesmíru a nepomáhá ani úsilí několika spolupracujících Datů. Kniha díky dlouhému líčení paralelních příběhů (linie A, B, C) je v prvních dvou třetinách rozvleklá, ovšem v závěrečném líčení soubojů příběh graduje. Nakonec dochází k souboji na kordy mezi Trelanem a Picardem na planetě Terminus, kam se má zřítit celá Enterprise. Beznadějný souboj se ale změní, když bytost Q své schopnosti vtělí do kordu Picarda a Trelané ve své podobě a se svými nabytými schopnostmi tak v souboji zahyne. Enterprise je zachráněna, ale vědomí neskutečné paralelní existence u mnohých postav chvíli přetrvává.
Kniha je zajímavá tím, že připomíná a rozvíjí mnohé události a osobnosti známé z TV seriálu, navazujících knížek Nové generace i původního seriálu Star Trek.

## České vydání knihy
Do češtiny knihu přeložila Anna Štefánková v roce 2001 a vydalo ji nakladatelství Laser-books z Plzně  ve své edici SF jako svazek 110. Je to brožura s tmavou obálkou, stejného typu jako celá řada edice ST Nová generace. Na titulní stránce jsou portréty Picarda a bytosti Q. Před úvodem jsou uvedeny dosud vydané knihy ST od Laseru a úvodní část tiráže s uvedením originálních copyrintů. Na závěr knihy s 384 stranami je tiráž českého vydání.